# Кристин Дейвис
Кристин Ландън Дейвис (на английски: Kristin Landen Davis; родена на 23 февруари 1965 г.) е американска актриса.

## Актриса
Най-известната ѝ роля е на Шарлот Йорк в американския сериал „Сексът и градът“ (1998 – 2004).
Прави театралния си дебют през 2014 г. в постановката „Фатално привличане“.

## Общественичка
Тя е посланик на добра воля на Oxfam в Оксфорд, Англия – конфедерация от 20 благотворителни организации за борба с бедността, и участва в нейни кампании от 2004 г., като пътува до Хаити, Мозамбик и ЮАР и други страни.

## Личен живот
Дейвис никога не се е омъжвала. Осиновява момиченце и го наименува Джема Роуз Дейвис през 2011 г.